# Générac (Gard)
Générac település Franciaországban, Gard megyében. Lakosainak száma 4039 fő (2022. január 1.). Générac Milhaud, Aubord, Beauvoisin, Nîmes és Saint-Gilles községekkel határos.

## Népesség
A település népességének változása:
| Lakosok száma | 1682 | 2113 | 2925 | 3629 | 4024 | 4048 | 4118 | 4071 | 4048 | 4039 |
|               | 1968 | 1982 | 1990 | 2006 | 2013 | 2015 | 2017 | 2019 | 2020 | 2022 |